# Buick LeSabre
Buick LeSabre — легковий автомобіль класу Е американської компанії «Б'юїк», що входила до концерну «Дженерал моторз». Автомобілі декількох модифікацій випускали під такою назвою впродовж 1959–2005 років. 1959 розпочали серійне виробництво чотирьох моделей Е-класу компанії Buick — LeSabre, Invicta, Electra, Electra 225. Серед них автомобілі LeSabre були найдешевшими, найдовше перебували у серійному виробництві і відповідно були найбільш продаваними з моделей компанії Buick.

## Історія
Начальник відділу дизайну концерну General Motors Харлі Ерл (англ. Harley Earl) спроектував 1951 концепт-кар Le Sabre, чиї форм нагадували літак з широким панорамним переднім склом, хвостовими плавниками.
На базі моделі Buick Special 1959 розпочали серійне виробництво нової моделі. яку назвали LeSabre.

### Серія 4400, 1959–1960

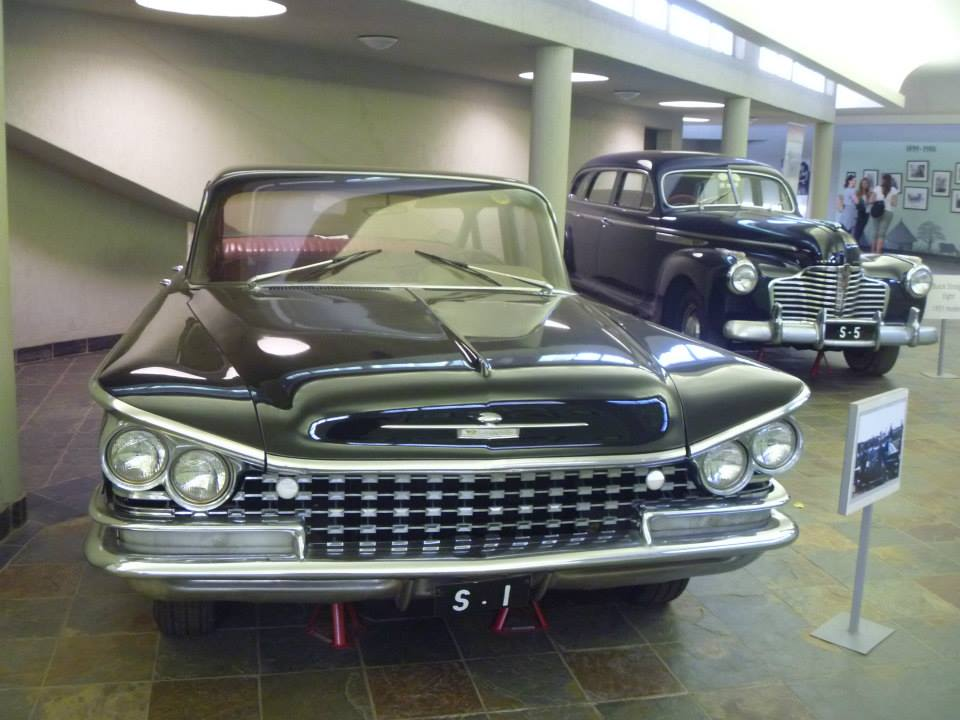
Buick LeSabre. 1959

Модель була розроблена до кінця 1958 року у популярному тоді літакоподібному стилі з агресивним дизайном передньої частини, хвостовими плавниками. Авто отримало мотор об'ємом 5965 см³, потужністю 250 к.с. при 4400 об/хв. Він поступався 6,6 літровим моторам моделей Invicta, Electra. Мотор доповнювала 2-ступінчаста автоматична коробка передач чи 3-ступінчаста ручна. Модель LeSabre виготовляли з шістьма типами кузовів. Модель 4400 зазнала незначної модернізації в 1960 році. До осені 1960 виготовили 430.186 екземплярів Buick LeSabre.

### Серія 4400, 1961–1964
Було введено 1961 кузови 2- і 4-дверні лімузин, 2-дверне хардтоп-купе, 4-дверне хардтоп-лімузин з мотором об'ємом 6571 см³ при 280 к.с. (за бажанням 250 к.с.). 1963 повернули кузови кабріолет, комбі. До осені 1964 виготовили 298.291 екземплярів Buick LeSabre.

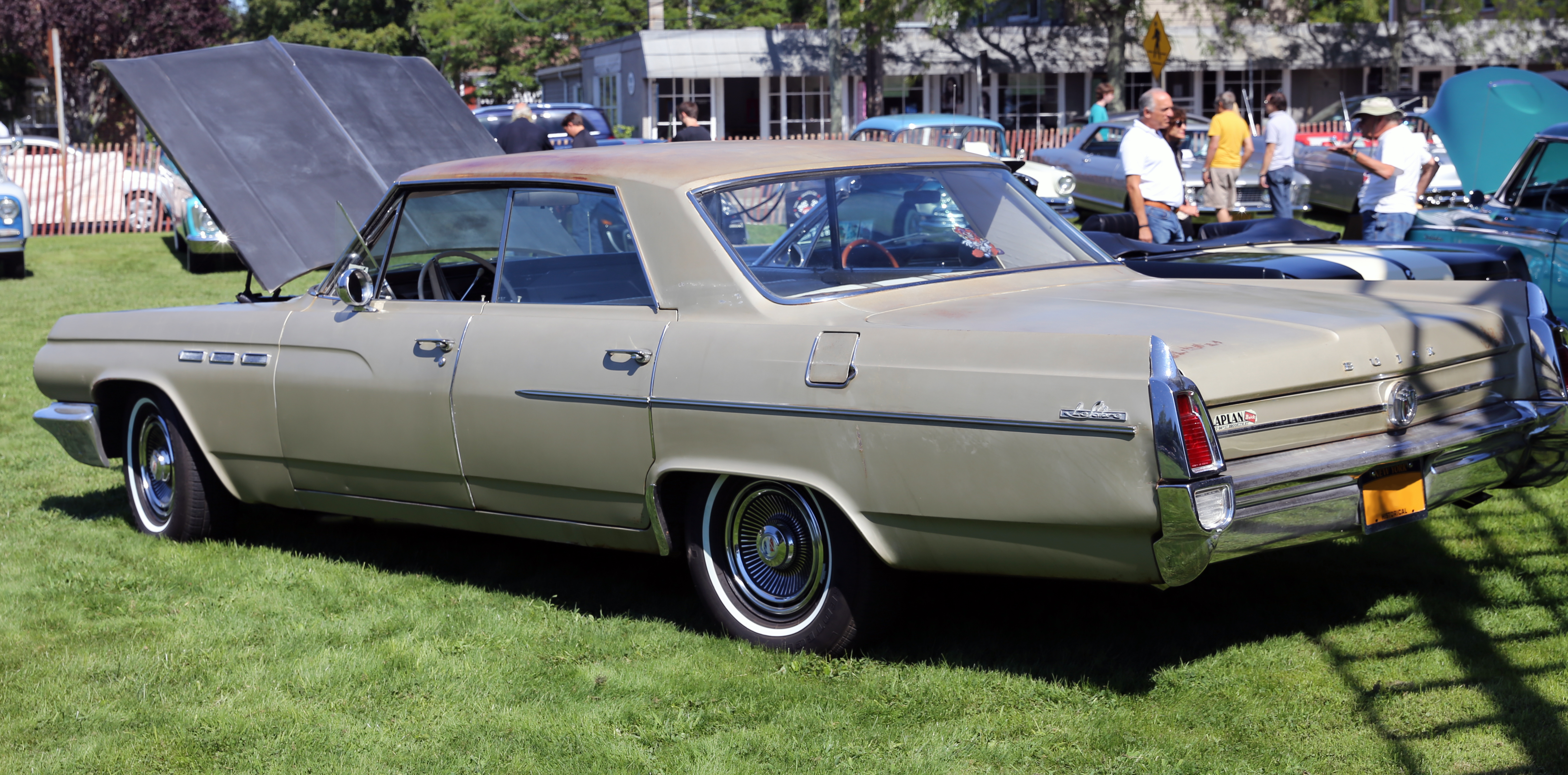
Buick LeSabre. 1963

### Custom Серія 4600 (1965–1970)

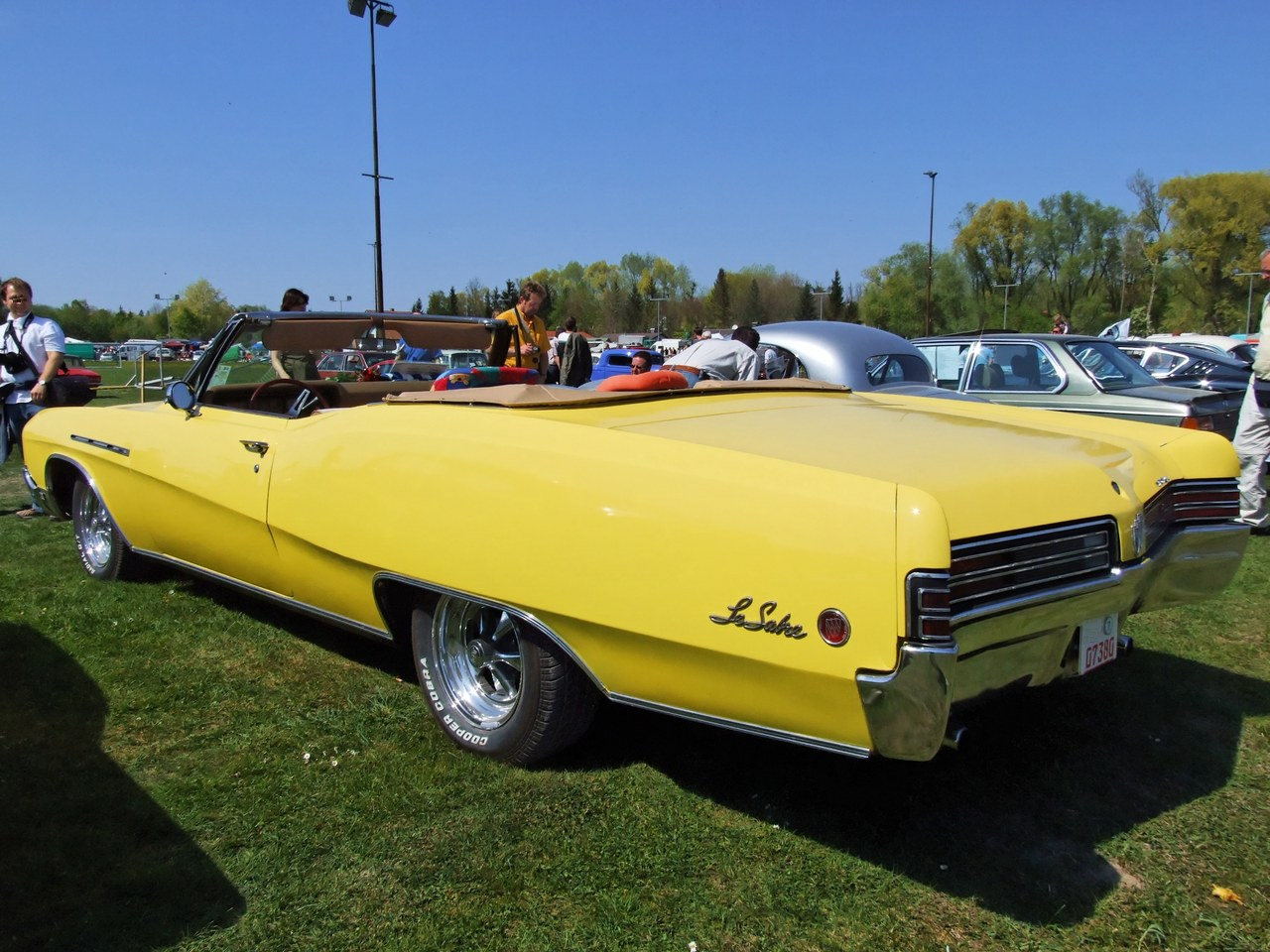
Buick LeSabre. 1968

На початку 1965 випустили дещо модернізовану модифікацію Custom з мотором 4916 см³ при 210 к.с., 3-ступінчастою автоматичною коробкою передач, кузовами 4-дверний лімузин, 2-дверний кабріолет, 2-дверне купе, 5-двернине комбі. У 1966 встановили мотор 5572 см³ у 220 к.с., комбі вивели у окрему серію Sport Wagon, 2-дверне купе переробили на хардтоп. У 1968 встановили мотор 5735 см³ у 230 к.с. з незначною зміною дизайну. Виготовили 937.856 машин.

### Custom / 455 / Custom 455 / Luxus (1971–1976)

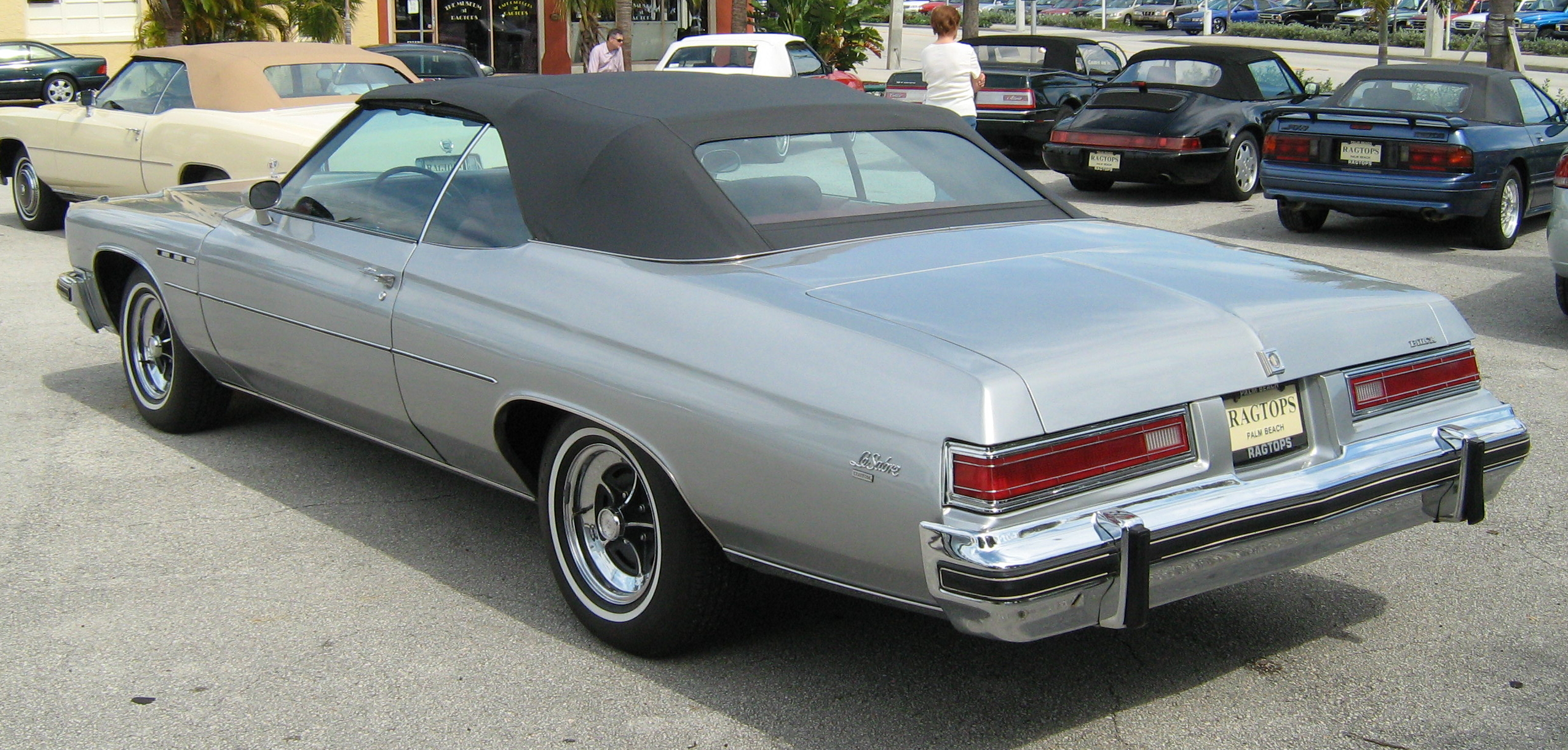
Buick LeSabre Custom. 1975

На початку 1971 окрім мотора V8 у 5735 см³ і 260 к.с. застосували мотор V8 7.456 см³ при 370 к.с. Від його об'єму у 455 cui пішло позначення моделі 455. У 1971 презентували збільшений кузов з дисковими гальмами, 3-ступінчастою автоматичною КП, сервопідсилювачем керма. 1972 через введені обмеження на ефективне використання потужності мотора використовувались мотори V8 у 5,7 л при 150 к.с. (з 1973 175 к.с.). V8 у 7,5 л, що надали позначення, усунули від використання. Нафтова криза 1973 вплинула на запровадження нових обмежень на мотори, паливо. У 1975 були запроваджені обов'язкові каталізатори, неетилований бензин, що зменшило потужність мотора з 205→165 к.с. Назва Custom повернулась у позначення лімузину. На 1976 вперше американський автомобіль верхнього середнього класу отримав стандартний мотор V6 3785 см³ у 105 к.с.
Всього виготовили 1.122.005 машин.

### Custom / Limited / Sport / Estate Wagon (1977–1985)

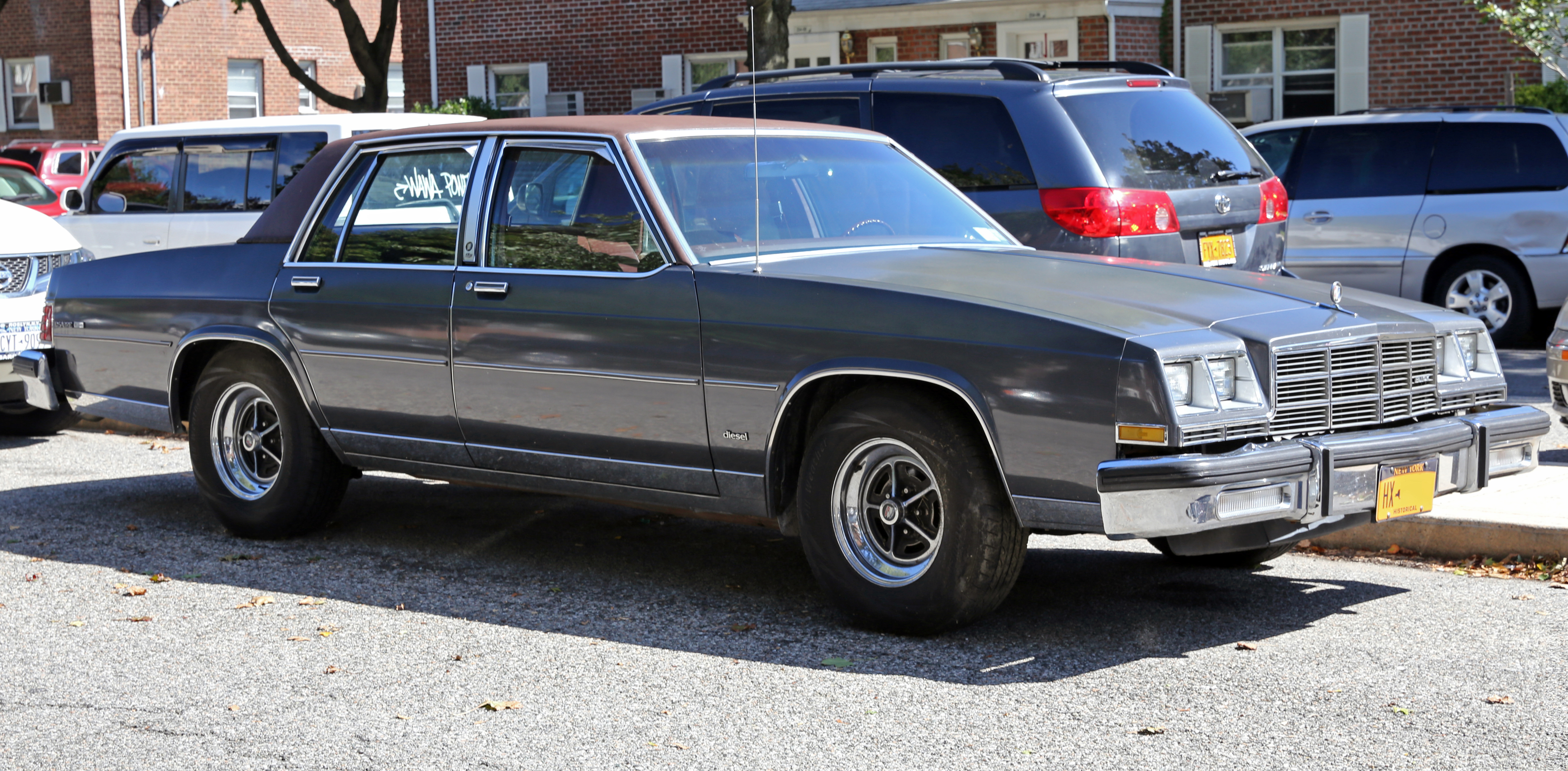
Buick LeSabre. 1982

Восени 1976 через паливну кризу підготували модель зі зменшеними габаритами, вагою і значними змінами дизайну 4-дверних лімузин, 2-дверного купе. Одночасно моторний ряд розширили моделями V8 — 4.933 см³ (135 к.с.), 5735 см³ (155–170 к.с.), 6604 см³ 185 (к.с.), з 1977 V6-Turbo 165 к.с. для спорт-купе, підвищення потужності близько 10 к.с. у решти моторів. Дизайн авто змінили відповідно до останніх тенденцій, змінивши значною мірою світлотехніку. Дизайн кузовів кардинально змінили 1981, зменшено кількість моторів із застосуванням вперше дизеля V8 5735 см³ при 105 к.с. Надалі моделі зазнавали лише косметичних змін. 1985 відновили модифікацію з кузовом комбі. Загалом у цей період виготовили 1.235.160 екземплярів.

### LeSabre (1986–1991)
Восени 1985 було підготовлено нову передньопривідну модель з меншими габаритами. Вона отримала нові кузови седан, купе, а кузов комбі не зазнав змін. Для переднього приводу використали мотори V6 об'ємом 2966 см³ і потужністю 125 к.с. та V6 об'ємом 3,8 літри на 150 к.с. Модель комбі дальше мала мотор V8 об'ємом 5050 см³. У 1986 авто купе LeSabre Grand National успішно виступило у гонках NASCAR, яких випустили 112–117 машин.

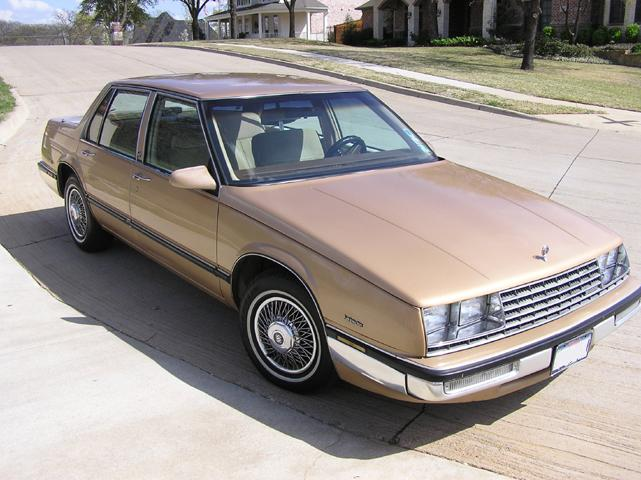
Buick LeSabre. 1986

З 1987 встановили новий невеликий мотор V6, потужність якого зросла до 165 к.с. (1989). Випускали LeSabre Т-Типу з кузовом купе, LeSabre Custom з кузовом лімузин та LeSabre Limited з обома типами кузовів.
Через погані продажі випуск Типу Ь припинили (1990), а кузови дещо видозмінили 1990 і 1991 роках. Загалом збудували 723.297 передньопривідних машин вищезгаданих модифікацій та 19.700 моделі LeSabre Estate Wagon.

### Custom / Limited (1992–1999)
У другій половині 1991 розробили новий аеродинамічний кузов, що нагадував модель Buick Park Avenue. Через це було змінено колісну базу LeSabre. Розробили 4-дверний лімузин з V6-мотором об'ємом 3.8 літри і потужністю 170 к.с. Крім того випустили модифікації Custom і Limited. До 90-річчя компанії Buick встановили антиблокувальну систему. У 1996 встановили новий V6-мотор об'ємом 3,8 літри і потужністю 205 к.с. Загалом збудували 1.200.000 екземплярів даної серії.

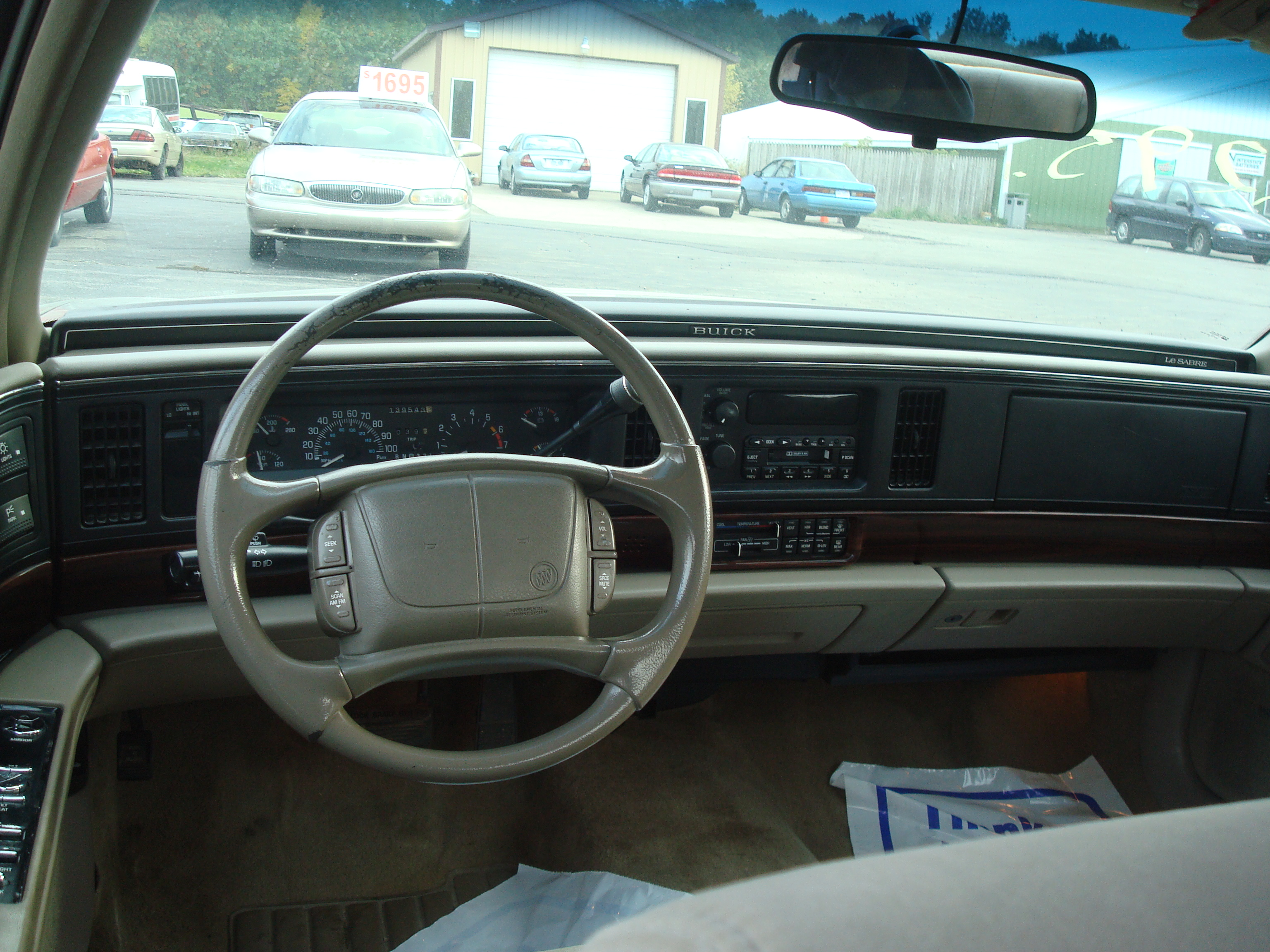
Панель приладів

### Custom / Limited / Centennial (2000–2005)
Модель ґрунтовно переробили для виробництва 2000 з овальним радіатором, вищою задньою частиною. До 100-річчя компанії Buick 2003 випустили спеціальну модель LeSabre Centennial у біло-перламутрових барвах. 22 червня 2005 з конвеєра зійшла остання машина LeSabre. Її замінила модель Buick Lucerne.

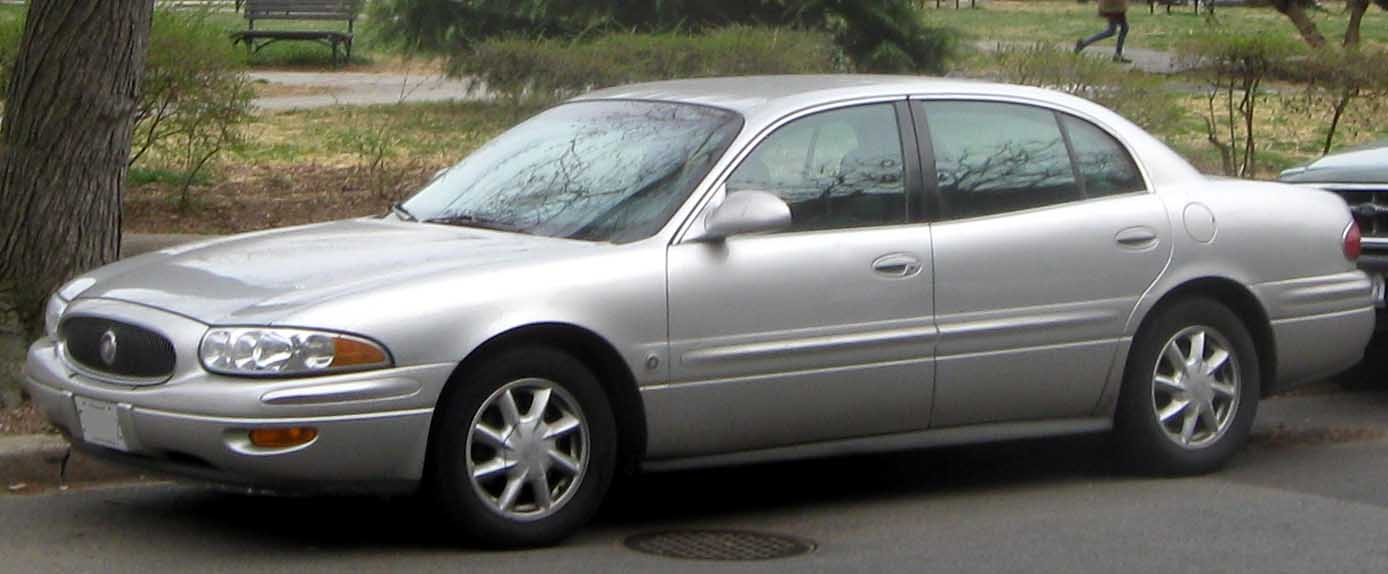
Buick LeSabre. 2000–2005

Buick Le Sabre комплектується 3,8-літровим, 6-циліндровим бензиновим двигуном, потужністю 170 кінських сил і обертовим моментом 312/4000 Нм/(об/хв). Силовий агрегат автомобіля працює в парі з 4-ступінчастою автоматичною коробкою передач. Подібний мотор споживає 7,3 л/100 км при змішаному циклі і 11,9л/100км при пересуванні по місту. Час розгону від 0 до 100 км/год займає 8,8 секунд. 
У стандартну комплектацію автомобіля входять: кондиціонер, круїз-контроль, кнопки управління на кермі, радіо, CD-плеєр, система Hands Free, електрорегулювання водійського сидіння, дверні замки безпеки від дітей, центральний замок, протиугінна система, антиблокувальна система гальм, автоматична підтримка кліренсу, водійська подушка безпеки, подушка безпеки переднього пасажира, електропривод стекол і дистанційне відкриття дверей. 